# Hospital Sierrallana
El Hospital Sierrallana y Tres Mares constituye el eje fundamental de la atención especializada de la Gerencia de Atención Especializada de las Áreas III y IV del Servicio Cántabro de Salud. Estructurado en dos Hospitales , Hospital Sierrallana en Torrelavega y Hospital Tres Mares  en Reinosa, constituyen junto el Centro de Especialidades de Torrelavega , el Hospital Sierrallana y Tres Mares. Siendo los hospitales de referencia para las unidades Soporte Vital Básico y Soporte Vital Avanzado del 061 de Cantabria.
El centro principal fue inaugurado en 1994, sustituyendo al Hospital de Cruz Roja, el único de la ciudad de Torrelavega desde la reordenación del sistema sanitario en 1985-1986.

## Historia
Tras los cierres del Sanatorio del Carmen y de la Clínica Alba en 1985 como consecuencia de una reordenación del sistema sanitario, el Hospital de Cruz Roja (110 camas) fue el único activo en Torrelavega, exceptuando el Asilo-Hospital dedicado a las personas mayores.
En 1984 dio comienzo la petición de un nuevo hospital en la ciudad, que no vería la luz hasta diez años más tarde. Ya en 1994 se realizó el proyecto, abriendo sus puertas el 1 de noviembre de dicho año.
El Hospital de Sierrallana recibió su nombre de la característica geográfica donde se sitúa, conocida como Sierrallana o Sierra de la Gallina, en el barrio de Ganzo, en el límite entre Torrelavega y Santillana del Mar.
En 2003 se informatizaron las unidades de enfermería, mientras que urgencias sería también informatizada en 2007.
En 2006 se realizó una importante ampliación en los quirófanos y urgencias, así como de la zona de aparcamientos.
En el año 2010 tras las finalización de las obras del Hospital Tres Mares en Reinosa, formó una única unidad asistencial y de gestión bajo el nombre de Gerencia de Atención Especializada Áreas III y IV del Servicio Cántabro de Salud. Esta operación de integración estuvo coordinada entre otros por María Dolores Acón, actual gerente del Hospital Son Espases del Servicio de Salud de las Islas Baleares.
Tras una remodelación del Servicio de Urgencias en el año 2014 se procede a la apertura de las Urgencias de Pediatría, hasta entonces centralizadas en el Hospital Universitario Marqués de Valdecilla.

## Servicios y especialidades
| - Alergología - Cardiología - Dermatología - Digestivo - Endocrinología - Hematología Clínica - Medicina Interna - Neumología - Neurología - Oncología Médica - Psiquiatría - Rehabilitación - Reumatología | - Anestesiología y Reanimación - Cirugía General - Obstetricia y Ginecología - Oftalmología - Otorrinolaringología - Traumatología - Urología - Admisión y Documentación clínica - Análisis clínicos y Bioquímica - Anatomía Patológica - Farmacia hospitalaria | - Medicina Preventiva, Calidad y Seguridad del Paciente - Radiodiagnóstico - Unidad de Trabajo Social - Urgencias y Urgencias de Pediatría - 061 Cantabria Emergencias extrahospitalarias - U.Telangiectasia Hemorrágica Hereditaria (Enfermedad de Rendu-Osler-Weber) - Unidad de Cuidados Paliativos - Unidad del Dolor |

## Centros
- Hospital Sierrallana Barrio de Ganzo s/n Torrelavega
- Hospital Tres Mares Avda. Cantabria s/n.Reinosa
- Centro de Especialidades Avda. España s/n. Torrelavega[2]

## Equipo Directivo
En noviembre de 2019 está liderado por:
- Dirección Gerencia : Pedro Herce Álvarez[4]